# فندق ماريوت هاربر دبي
فندق ماريوت هاربر دبي أو فندق وأجنحة ماريوت مرفأ دبي هو فندق سكني وناطحة سحاب بعلو 256 متر (840 قدم) افتتح في عام 2007. يقع البرج في مدينة دبي للإعلام في دبي بالقرب من مرسى دبي ونادي الإمارات للجولف، وبالقرب من سكايدايف دبي والجامعة الأمريكية. يحتوي البرج على 261 جناح. الفندق تملكه مجموعة الإمارات.
عند افتتاحه في 1 نوفمبر 2007، كان يُعرف باسم فندق وريزيدنس مارينا الإمارات. تم تغيير الاسم إلى فندق وريزيدنس هاربر في يناير 2008. ويعود سبب التغيير إلى كثرة المباني في مرسى دبي التي تحمل كلمة "مارينا" فيها. لمنع ارتباك عملائهم، وللحفاظ على المظهر البحري، تم تغيير عبارة "مرسى الإمارات" إلى "هاربر". تم تغيير العلامة التجارية للفندق أخيرًا وإعادة تسميته إلى فندق وأجنحة ماريوت هاربر دبي، عندما تم وضعه تحت السيطرة. إدارة شركة ماريوت الدولية في 15 سبتمبر 2009.